# Jean-Marie Pfaff
Jean-Marie Pfaff (Lebbeke, 4 december 1953) is een voormalig Belgische voetbalkeeper. Hij speelde onder meer voor KSK Beveren en FC Bayern München. In de jaren 80 was hij ook eerste doelman van de Rode Duivels. Na zijn carrière kwam hij op televisie bij De Pfaffs, een Vlaamse realityserie waarin de gewezen doelman en zijn familieleden gevolgd werden.
Pfaff viel als doelman op met zijn spectaculaire speelstijl en blonde krullen. Hij werd zowel in het binnen- als buitenland beschouwd als een van de beste doelmannen ter wereld. In 1978 won hij de Gouden Schoen. Net geen tien jaar later werd hij in 1987 door het IFFHS uitgeroepen tot wereldkeeper van het jaar. Pelé selecteerde hem in maart 2004 voor de FIFA 100. In de jaren 90 was hij enkele maanden trainer van toenmalig eersteklasser KV Oostende.

## Carrière

### Jeugd
Jean-Marie Pfaff groeide op in een gezin van 12 kinderen (6 jongens, 6 meisjes). Zijn moeder Gerdina Raaymakers was een Nederlandse, zijn vader Honoré Pfaff was een Belg. Jean-Maries ouders stonden ten tijde van zijn geboorte met hun woonwagen op het Astridplein in Lebbeke, nabij het voetbalterrein van SK Lebbeke. Pfaff speelde in zijn jeugd voor Eendracht Aalst, de club van zijn broers Louis en Jean-Baptist Pfaff. Toen Louis (later Maccabi) en Jean-Baptist (later Oudenaarde) in 1965 een transfer naar KSK Beveren versierden, maakten ook de jongere broers Jean-Marie en Toon de overstap naar de Waaslandse club. Pfaff werd ook opgenomen in de nationale jeugdploegen van België en maakte op 18-jarige leeftijd zijn debuut bij Beveren.

### KSK Beveren
Pfaff combineerde aanvankelijk zijn job als doelman met een baan bij de Post. Later opende hij met zijn echtgenote ook een sportwinkel in Beveren. Midden jaren 70 werd Pfaff eerste doelman bij de Waaslanders. Onder trainers Urbain Braems en Robert Goethals groeide SK Beveren in die dagen uit tot een topclub. Met spelers als Jean-Marie Pfaff, Jean Janssens, Albert Cluytens, Heinz Schönberger, Wim Hofkens en Marc Baecke veroverde Beveren in 1978 voor het eerst de Beker van België.
Begin 1979 kreeg Pfaff van de Belgische voetbalpers de Gouden Schoen, nadat hij het jaar voordien na een sterke tweede stemronde als tweede was geëindigd na Julien Cools. Hij haalde het in het referendum voor René Vandereycken, die zwaar teleurgesteld was door de einduitslag. Dat jaar werd Pfaff met Beveren ook kampioen. In 1981 werd hij een half jaar geschorst omdat hij grensrechter Thirion na een wedstrijd een kniestoot had gegeven. Pfaff heeft de kniestoot altijd ontkend. De tv-beelden konden destijds geen uitsluitsel brengen.

### FC Bayern München
Pfaff stond begin jaren 80 in de belangstelling van verscheidene clubs, waaronder RSC Anderlecht en FC Barcelona. Uiteindelijk tekende de blonde doelman in de zomer van 1982 een contract bij FC Bayern München. Hij werd bij de Duitse én Europese topclub binnengehaald als de nieuwe Sepp Maier. Pfaff kwam terecht in een sterk elftal met bekende namen als Paul Breitner, Klaus Augenthaler, Wolfgang Grobe, Karl-Heinz Rummenigge, Dieter Hoeneß, Udo Horsmann en Norbert Nachweih. Maar het debuut van Pfaff was er één in mineur. Tijdens zijn eerste competitiewedstrijd op zaterdagmiddag 21 augustus 1982, een topper uit tegen SV Werder Bremen, scoorde hij in de 43e minuut van de eerste helft een eigen doelpunt. Bayern verloor de wedstrijd met 1-0.
Maar Pfaff won het vertrouwen van de Duitse supporters snel terug. Hij had een spectaculaire speelstijl die bij veel fans in de smaak viel. Zo was Pfaff gespecialiseerd in het stoppen van strafschoppen en grote duiksprongen. Bovendien maakte hij zich ook populair onder de journalisten door hen in steenkolenduits toe te spreken. Na een van zijn eerste wedstrijden, waarin hij de held was na het stoppen van een belangrijke strafschop, werd hij door de Duitse ARD televisie geïnterviewd. In dat interview stond hij de pers te woord in een combinatie van Nederlands en Duits. Het videofragment groeide later uit tot een internethit. In 1983 mocht Pfaff ook op audiëntie bij paus Johannes Paulus II.
Pfaff veroverde midden jaren 80 drie landstitels op rij. In 1984 en 1986 won hij met FC Bayern München ook de DFB-Pokal. Een sportief dieptepunt was de finale van de Europacup I in mei 1987. Bayern nam het toen op tegen FC Porto en gaf in het slot van de wedstrijd nog een 1-0-voorsprong uit handen en verloor de wedstrijd met 1-2.

### Lierse SK en Trabzonspor
In 1988 keerde de toen 35-jarige doelman terug naar België. Pfaff ging aan de slag bij Lierse SK, waar hij een ploegmaat werd van onder meer Nico Van Kerckhoven, Frank Dauwen, Didier Segers, Pascal Bovri en Stan Van den Buys. In 1989 volgde hij zijn gewezen trainer Urbain Braems naar het Turkse Trabzonspor. Pfaff werd bij de Turkse club onthaald als een echte volksheld. In 1990 zette hij als doelman een punt achter zijn carrière.
In oktober 1998 keerde Pfaff nog even terug naar het voetbal. Hij volgde Dennis van Wijk op als trainer van KV Oostende, maar hield het zelf ook niet lang vol. Pfaff werd in februari 1999 aan de deur gezet en vervangen door Ronni Brackx. In 2011 was hij ook even in beeld bij RBC Roosendaal, maar de Nederlandse club toonde geen interesse in de gewezen keeper.

## Nationale ploeg

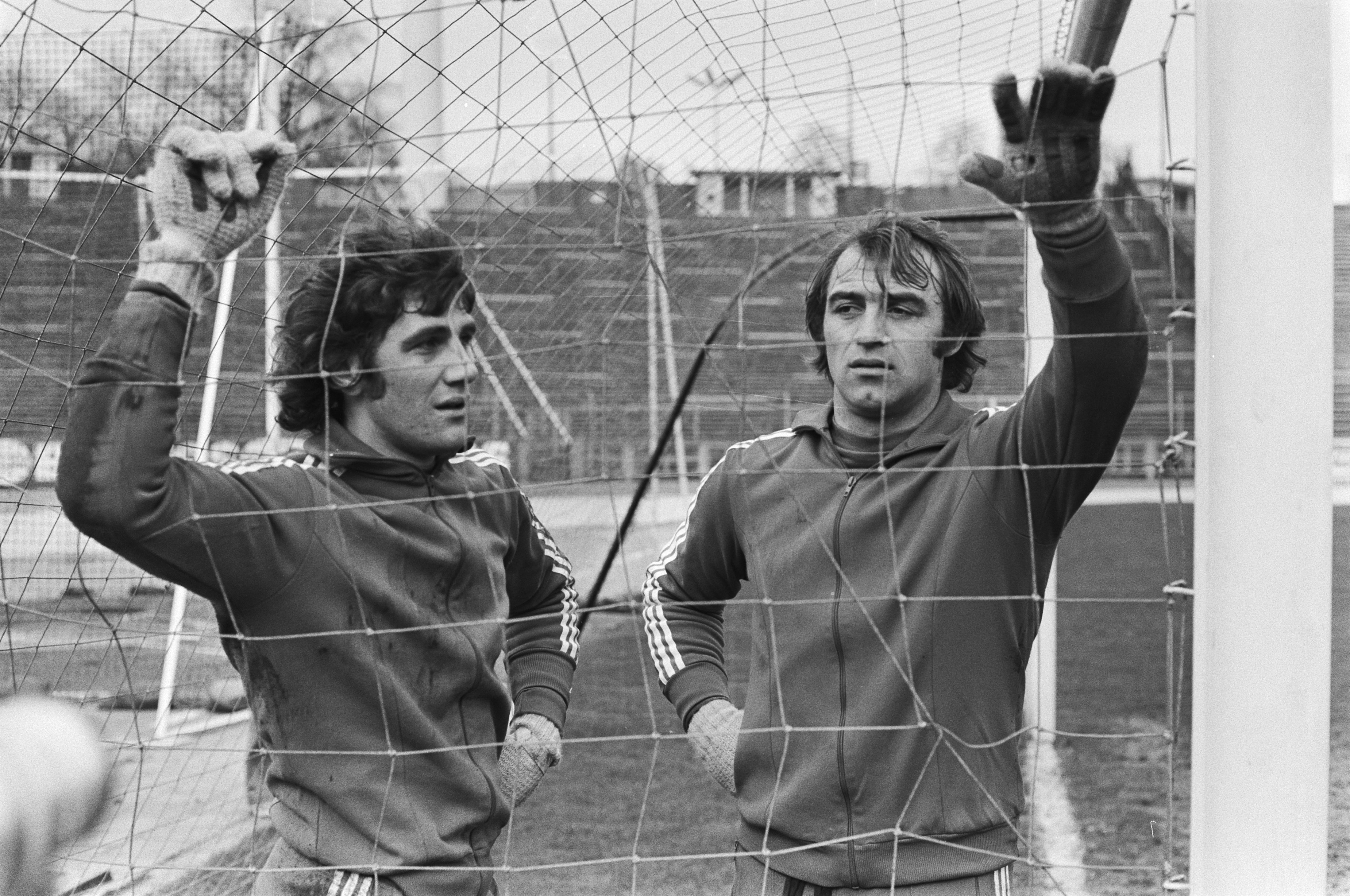
Jean-Marie Pfaff (links) en Christian Piot tijdens een training van de nationale ploeg (1977).

### Beginjaren
Jean-Marie Pfaff werd in 1976 door bondscoach Guy Thys voor de eerste keer geselecteerd voor de nationale ploeg van België. Hij mocht in de quasi overbodige terugwedstrijd van de kwartfinale van het EK 1976 in het doel staan tegen Nederland. Pfaff verving doelman Christian Piot. België, dat de heenwedstrijd met 5-0 had verloren, verloor uiteindelijk met 1-2 na een knappe boogbal van Johan Cruijff.

### EK 1980
Een jaar na zijn debuut werd Pfaff de nieuwe nummer 1 van België, maar in 1979 werd hij door Theo Custers uit de ploeg gespeeld. Op het EK 1980 stond Pfaff opnieuw onder de lat. De Rode Duivels haalden de finale en verloren daarin met 2-1 van West-Duitsland. Spits Horst Hrubesch scoorde het beslissende doelpunt net voor affluiten met het hoofd. Pfaff kon achteraf zijn tranen van verdriet niet onderdrukken.

### WK 1982
Pfaff maakte bij de nationale ploeg deel uit van een gouden generatie. Toch was de verstandhouding tussen de doelman en de rest van het team niet altijd goed. Pfaff vond dat zijn kwaliteiten niet voldoende erkend werden en eiste meer respect van de spelersgroep.
In 1982 plaatsen de Rode Duivels zich voor het WK 1982 in Spanje. In de openingswedstrijd nam België het op tegen regerend wereldkampioen Argentinië. De Zuid-Amerikanen waren, met Diego Maradona en Mario Kempes in hun rangen, favoriet. Toch was het België dat met 1-0 won. Pfaff, die op dat ogenblik al zeker was van zijn transfer naar Bayern München, speelde toen een sterke wedstrijd.
Later in het toernooi kwam het tot een akkefietje tussen Jan Wauters en Pfaff. De radiojournalist duwde Pfaff in het zwembad van het spelershotel kopje onder, maar de nationale doelman kon niet zwemmen. Hij kreeg veel water binnen en werd meteen uit het zwembad geholpen. Achteraf schreef de Belgische pers dat hij bijna verdronken was. In de wedstrijd tegen Hongarije liep het weer mis. Pfaff ging naar een hoge bal en botste met zijn heup tegen het hoofd van ploegmaat Eric Gerets. De twee bezeerden zich en gingen tegen de grond. Gerets bleef roerloos liggen, hij had een hersenschudding opgelopen. Toen Gerets na afloop een ambulance wou nemen, bleek Pfaff al te zijn afgevoerd met het voertuig. De spelersgroep en de bondscoach namen Pfaff dat incident kwalijk. Er werd hem verweten niet geblesseerd te zijn, maar de doelman had wel degelijk een gekneusd schoudergewricht. De twee volgende wedstrijden stonden respectievelijk Theo Custers en Jacky Munaron in doel. België vloog er na de tweede groepsfase uit.

### EK 1984
Op het EK 1984 speelde Pfaff elke wedstrijd. België werd in de eerste ronde uitgeschakeld na onder meer een zware nederlaag tegen het Frankrijk van Michel Platini. De Franse stervoetballer scoorde een hattrick en loodste Les Bleus naar een 5-0 zege.

### WK 1986
Twee jaar later was België aanwezig op het WK in Mexico. Pfaff werd op het toernooi een van de uitblinkers. In de kwartfinale werd Spanje uitgeschakeld na strafschoppen. Pfaff kon één penalty tegenhouden en had zo een belangrijk aandeel in de zege. De Rode Duivels stootten door naar de halve finale, maar verloren daarin van latere wereldkampioen Argentinië. In de wedstrijd voor de derde plaats verloor België opnieuw van Frankrijk.
Toen de Rode Duivels naar België terugkeerden, werden ze op de Grote Markt in Brussel opgewacht door duizenden supporters. Ze scandeerden de naam van Jean-Marie, die op zijn beurt volop genoot van de aandacht. Een jaar later werd hij uitgeroepen tot beste doelman van de wereld. Zijn laatste interland speelde hij op 23 september 1987 tegen Bulgarije. Nadien werd hij opgevolgd door Michel Preud'homme.
Pfaff heeft een uitstekende reputatie als doelman, maar toch is hij met vijftien tegendoelpunten, de meest gepasseerde keeper op een uit zeven wedstrijden bestaande wereldbeker.

## Palmares
| Nationaal                             |    |                  |
| Belgisch kampioen                     | 1x | 1979             |
| Beker van België                      | 1x | 1978             |
| Belgische Supercup                    | 1x | 1979             |
| Duits kampioen                        | 3x | 1985, 1986, 1987 |
| DFB-Pokal                             | 2x | 1984, 1986       |
| Duitse Supercup                       | 2x | 1983, 1987       |
| Internationaal                        |    |                  |
| Zilver op het EK                      | 1x | 1980             |
| Individueel                           |    |                  |
| Gouden Schoen                         | 1x | 1978             |
| Nationale Trofee voor Sportverdienste | 1x | 1980             |
| Wereldkeeper van het Jaar             | 1x | 1987             |

## De Pfaffs
Jean-Marie Pfaff trouwde op 27 juni 1974 met Carmen Seth (1956). Het koppel kreeg drie dochters: Debby (1975), Kelly (1977) en Lyndsey (1978). Van 2002 tot 2012 werd de familie Pfaff door een cameraploeg van VTM gevolgd voor de Vlaamse realitysoap De Pfaffs. De reeks werd later ook in Nederland uitgezonden door RTL 4, RTL 7 en RTL 8.
Hoewel de realityreeks aanvankelijk op heel wat kijkers kon rekenen, kwam er ook veel kritiek op het tv-programma. Jean-Marie Pfaff en zijn gezinsleden kregen de reputatie mediageil te zijn. De Pfaffs haalden daarnaast ook de media met belastingontduiking, de depressie van dochter en fotomodel Kelly en een abortus die door Carmen gefinancierd werd. In mei 2012 raakte bekend dat Pfaff en zijn vrouw Carmen opnieuw naar München zouden verhuizen vanwege het werk van Jean-Marie.
Op 18 augustus 2023 werden de Pfaffs slachtoffer van een woningoverval in hun woning in Brasschaat, waar op dat moment Carmen aanwezig was. Drie onbekende personen verschaften zich toegang tot de woning. Carmen werd mishandeld en opgesloten in een van de kamers, na de overval werd zij naar het ziekenhuis gebracht.

## Trivia
- Jean-Marie Pfaff is ook bekend om zijn hemden met reclame op de kraag. Hij was in België een van de eerste publieke figuren die met zulke hemden in de media kwam.
- Pfaff had een kleine rol in de Duitse film Zärtliche Chaoten van 1987. Hij is te zien als gast in een restaurant die klaagt over de ober (gespeeld door Helmut Fischer). Later vangt Pfaff potten en pannen op in de stijl van een doelman, maar faalt in het vangen van een bal.
- De ex-doelman debuteerde op de televisie in 1991 tijdens een aflevering van FC De Kampioenen (Naar Amerika, seizoen 2). Daarbij had hij zijn tekst niet uit het hoofd geleerd. Pfaff, wiens bijdrage onder meer bestond uit het geven van een interview, las alles af van een blad papier dat hem weliswaar achter de camera door de regie werd voorgehouden. Pfaff had daarna duidelijk de smaak te pakken. In 1999 bracht hij opnieuw een bezoek aan FC De Kampioenen. Deze keer bracht hij ook toenmalig KRC Genk-trainer Aimé Anthuenis mee (Wie het schoentje past..., seizoen 10). Een foto van Pfaff sierde jarenlang het bureau van voorzitter Balthasar Boma. In 2008 maakte Pfaff zelfs de overstap naar het grote doek. Samen met Johan Boskamp speelde hij een rol in de kabouter Plop-film Plop en de kabouterbaby als Kaboutergewichtheffer.
- Er is een aantal strips met originele De Pfaffs-stripverhalen waarvan Jean-Marie een van de hoofdpersonages is.
- In 2015 had Pfaff een gastrol in de Duitse televisieserie Sturm der Liebe.